# Oileus
Oileus (Oudgrieks: Ὀϊλεύς / Oïleús) is een naam uit de Griekse mythologie en kan op twee personen slaan:
- Oileus, een Trojaanse wagenrijder van Bianor, die gedood werd door Agamemnon[1]
- Oileus, de zoon van Hodoedocus en Laonome, kleinzoon van Cynus. Hij was de koning van Locris en trouwde met Eriopis. Met haar kreeg hij een zoon: Aias.[2] Ook was hij samen met Rhene de vader van Medon.[3] Deze Oileus was ook een van de Argonauten.[4]